# Rue Francisque-Gay
La rue Francisque-Gay est une voie située dans le quartier de la Monnaie dans le 6e arrondissement de Paris.

## Situation et accès
La rue Francisque-Gay est desservie par la ligne 4 à la station Saint-Michel.

## Origine du nom

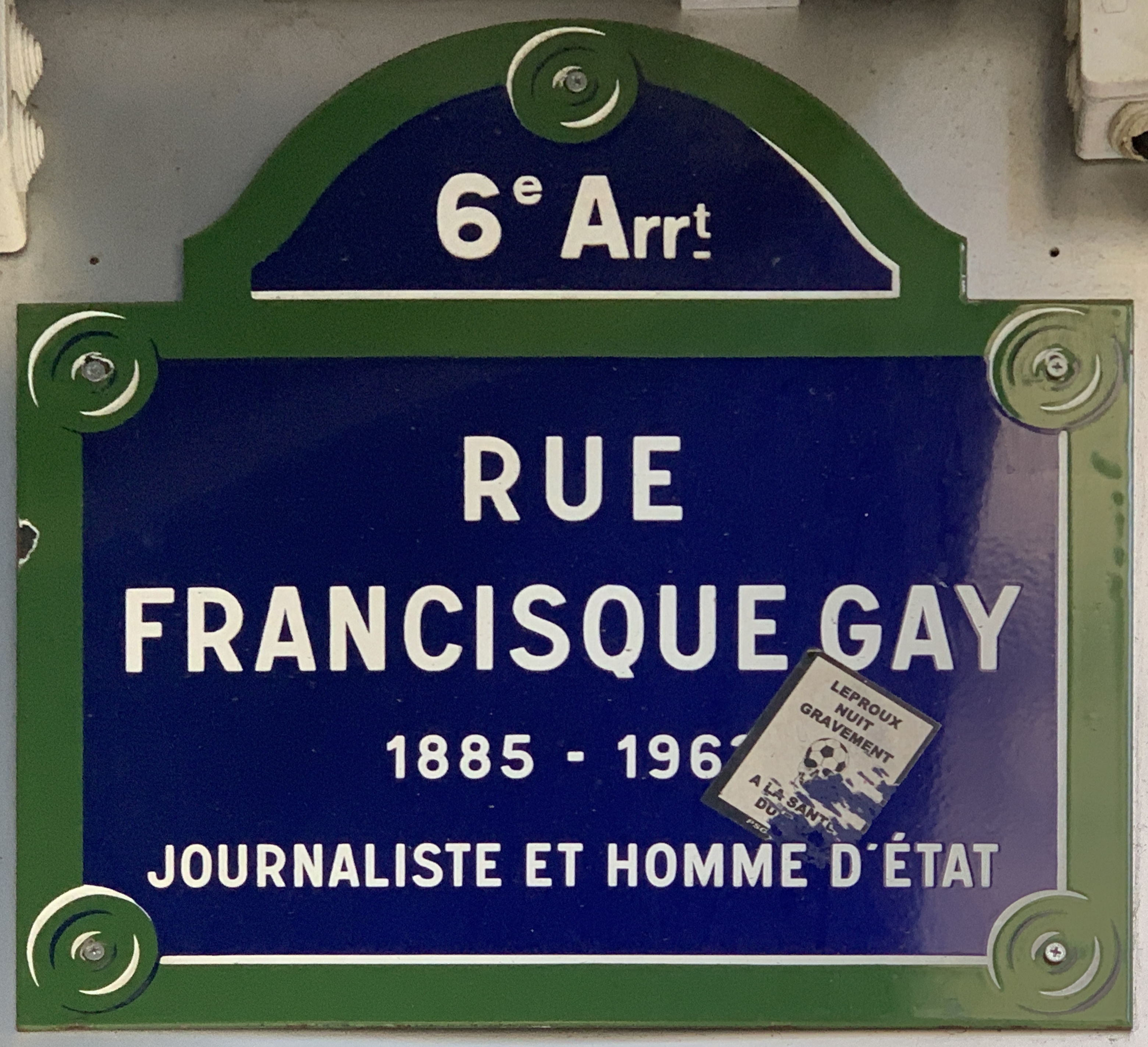
Plaque de la rue.

Elle porte le nom du journaliste et homme d'État français Francisque Gay (1885-1963).

## Historique
Cette voie, qui constituait une partie de la rue Saint-Séverin, est ouverte par un décret du 11 août 1855 au moment du percement du boulevard Saint-Michel, puis prend sa dénomination actuelle par un arrêté du 28 avril 1971.